# Granddi Ngoyi
Granddi Ngoyi (Melun, 17 mei 1988) is een Franse voetballer die bij voorkeur als verdedigende middenvelder speelt. Hij verruilde in augustus 2013 Troyes AC voor US Palermo.

## Carrière
Ngoyi stroomde in het seizoen 2007/08 door vanuit de jeugdopleiding van Paris Saint-Germain, nadat hij daar sinds zijn dertiende in speelde.

## Erelijst
| Kampioen Serie B | 1x | 2013/14 |